# مضاض أمريكي
المُضاض الأمريكي (باللاتينية: Euonymus americanus) نوع نباتي يتبع جنس المُضاض من الفصيلة الحرابية (باللاتينية: Celastraceae).
ينتشر في أمريكا الشمالية.